# Sophie Smith

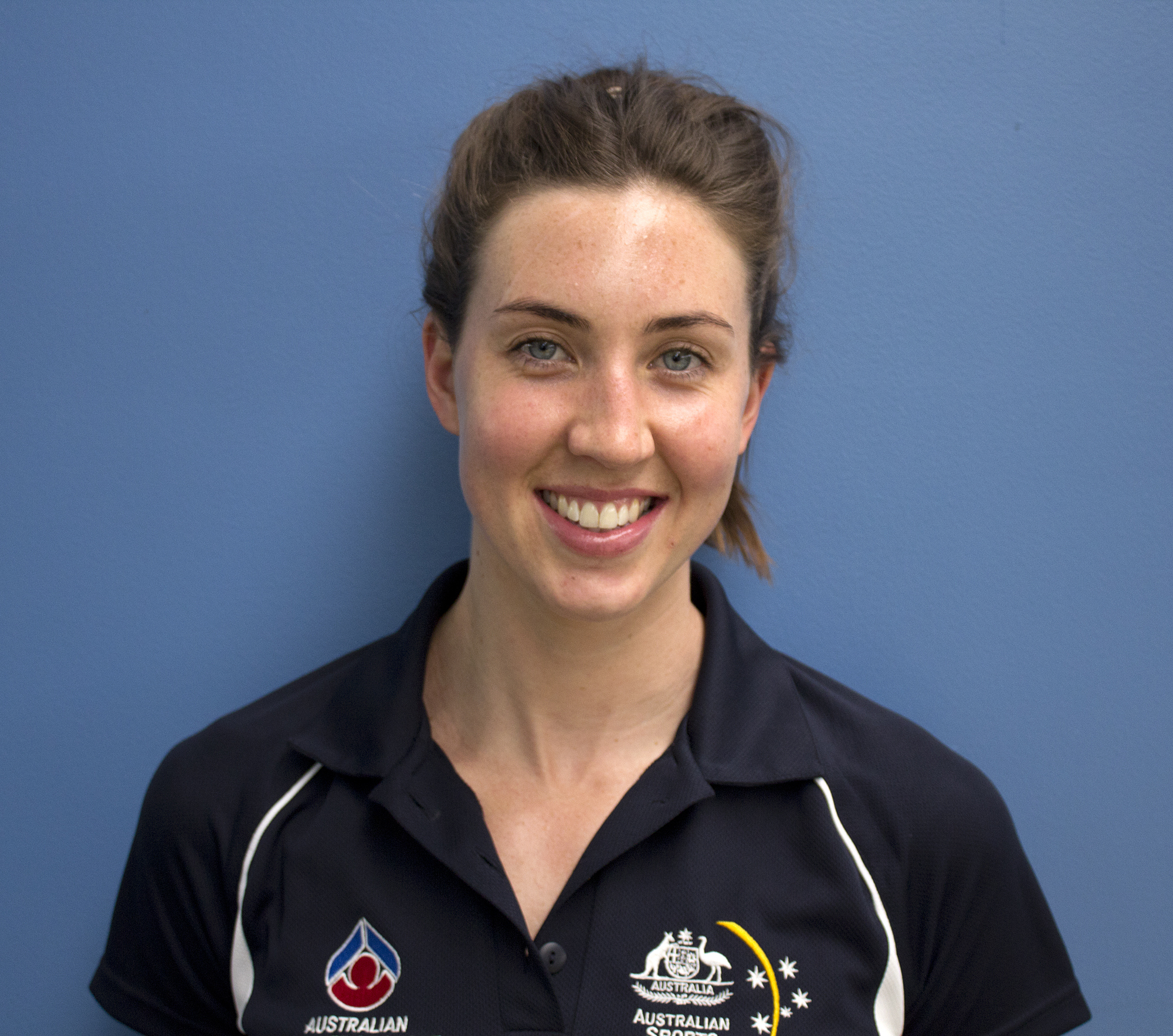
Sophie Smith

Sophie Smith (nació el 26 de febrero de 1986 en Queensland) es una jugadora de waterpolo australiana que en la actualidad vive en Ashgrove. Está involucrada en el diseño de moda. Ha jugado con las Victorian Tigers y las Queensland Breakers en la Liga Nacional de waterpolo. Ha representado a Australia en waterpolo en el nivel junior y senior, ganando una medalla de bronce en los campeonatos 2005 del Mundial Juvenil FINA y una medalla de bronce en el 2010 en el Mundial Femenino de Waterpolo FINA. Ella fue parte del equipo que representó a Australia en los Juegos Olímpicos de 2012.

## Vida personal
Smith nació el 26 de febrero de 1986 en Brisbane. Asistió a la Brisbane Girls Grammar School.

## Waterpolo
Smith juega en la posición de centro de espalda/conductora y prefiere llevar un gorro número 3.  Comenzó a jugar waterpolo a los trece años de edad, en la escuela secundaria de Brisbane.